# Riko Sawayanagi
Riko Sawayanagi (jap. 澤柳 璃子, Sawayanagi Riko; * 25. Oktober 1994) ist eine japanische Tennisspielerin.

## Karriere
Sawayanagi begann mit sieben Jahren mit dem Tennissport. Ihr bevorzugter Belag ist laut ITF-Profil der Sandplatz. Sie spielt überwiegend Turniere auf dem ITF Women’s Circuit, bei denen sie bislang drei Einzel- und elf Doppeltitel gewinnen konnte.
Ihr bislang letztes internationale Turnier spielte Sawayanagi im Oktober 2019. Sie wird daher nicht mehr in der Weltrangliste geführt.

## Erfolge

### Einzel

#### Turniersiege
| Nr. | Datum            | Turnier   | Kategorie   | Belag     | Finalgegnerin  | Ergebnis      |
| --- | ---------------- | --------- | ----------- | --------- | -------------- | ------------- |
| 1.  | 15. Juni 2014    | Kashiwa   | ITF $10.000 | Hartplatz | Junri Namigata | 6:4, 7:65     |
| 2.  | 26. Oktober 2014 | Hamamatsu | ITF $25.000 | Teppich   | Junri Namigata | 2:6, 6:2, 6:3 |
| 3.  | 24. Mai 2015     | Seoul     | ITF $50.000 | Hartplatz | Jang Su-jeong  | 6:4, 6:4      |

### Doppel

#### Turniersiege
| Nr. | Datum              | Turnier    | Kategorie     | Belag           | Partnerin        | Finalgegnerinnen                    | Ergebnis          |
| --- | ------------------ | ---------- | ------------- | --------------- | ---------------- | ----------------------------------- | ----------------- |
| 1.  | 17. September 2011 | Kyoto      | ITF $10.000   | Teppich (Halle) | Miyu Katō        | Kazusa Itō Tomoko Taira             | 6:4, 7:65         |
| 2.  | 26. November 2011  | Toyota     | ITF $75.000+H | Teppich (Halle) | Makoto Ninomiya  | Caroline Garcia Michaella Krajicek  | kampflos          |
| 3.  | 19. Juli 2014      | Granby     | ITF $25.000   | Hartplatz       | Hiroko Kuwata    | Erin Routliffe Carol Zhao           | kampflos          |
| 4.  | 6. September 2014  | Noto       | ITF $25.000   | Teppich         | Miyabi Inoue     | Miki Miyamura Chihiro Nunome        | 6:3, 7:62         |
| 5.  | 17. Mai 2015       | Kurume     | ITF $50.000   | Rasen           | Makoto Ninomiya  | Eri Hozumi Junri Namigata           | 7:610, 6:3        |
| 6.  | 26. Februar 2016   | Port Pirie | ITF $25.000   | Hartplatz       | Lee Ya-hsuan     | Ashleigh Barty Casey Dellacqua      | 6:4, 7:5          |
| 7.  | 15. Oktober 2016   | Makinohara | ITF $25.000   | Teppich         | Xenija Lykina    | Rika Fujiwara Erika Sema            | 6:4, 6:1          |
| 8.  | 4. Februar 2017    | Australien | ITF $60.000   | Hartplatz       | Barbora Štefková | Alison Bai Varatchaya Wongteanchai  | 7:66, 4:6, [10:7] |
| 9.  | 17. Februar 2017   | Perth      | ITF $25.000   | Hartplatz       | Junri Namigata   | Irina Maria Bara Prarthana Thombare | 7:65, 4:6, [11:9] |
| 10. | 24. Februar 2017   | Perth      | ITF $25.000   | Hartplatz       | Junri Namigata   | Tammi Patterson Olivia Rogowska     | 4:6, 7:5, [10:6]  |
| 11. | 23. April 2022     | Antalya    | ITF W15       | Sand            | Misaki Matsuda   | Rina Saigō Yukina Saigō             | 7:61, 6:2         |